# Rueda

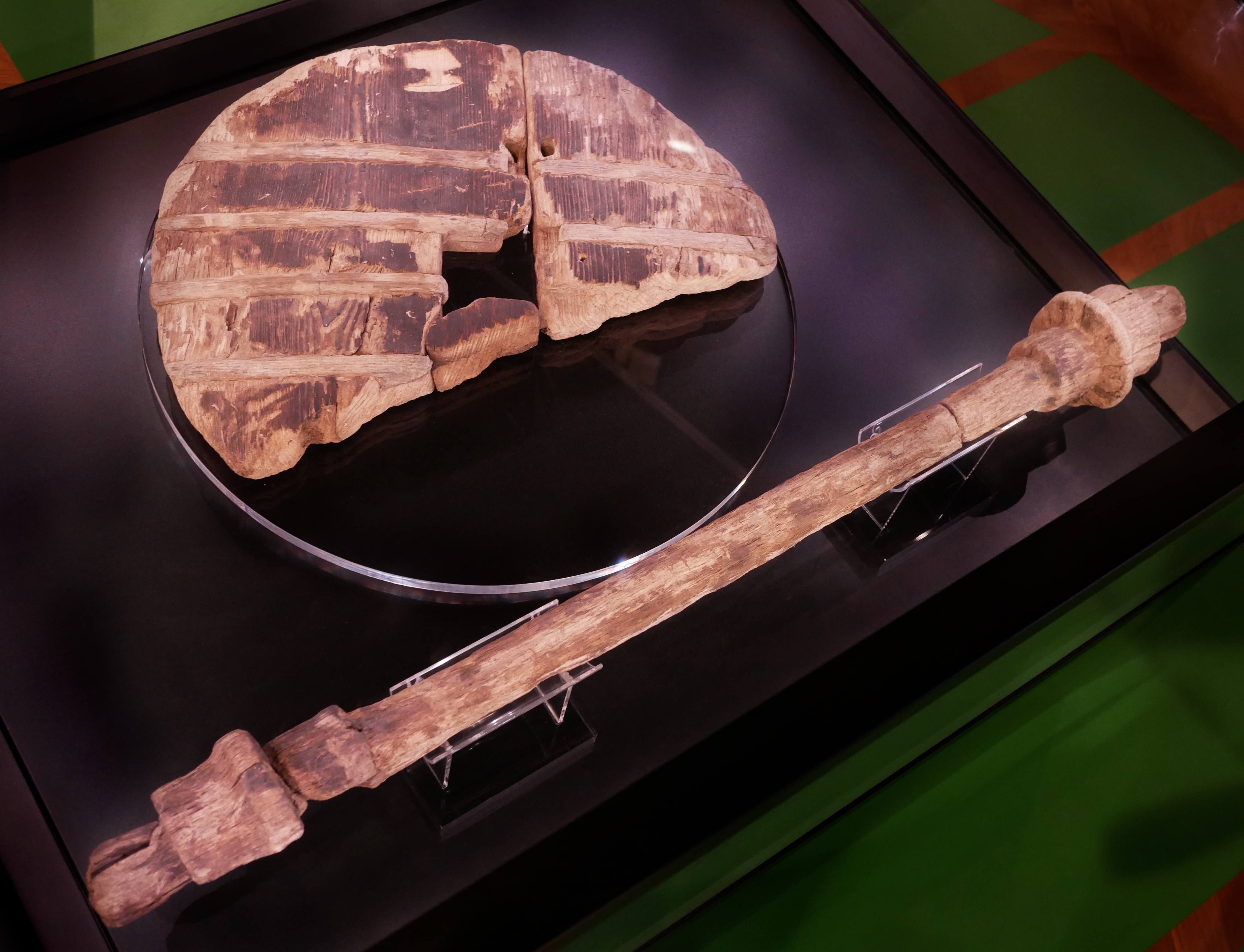
Rueda de las marismas de Liubliana, de alrededor del 3150 a. C. (la rueda de madera fechada exactamente por radiocarbono más antigua del mundo).

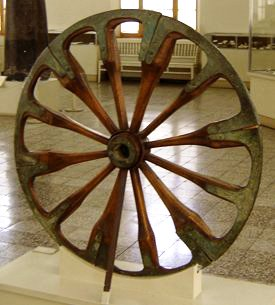
Rueda de carro hallada cerca de Susa (actual Irán), datada en el II milenio a. C.

La rueda es un elemento circular y mecánico que gira alrededor de un eje. Puede ser considerada una máquina simple, y forma parte del conjunto denominado elementos de máquinas.
Es uno de los inventos fundamentales en la Historia de la humanidad, por su gran utilidad en la elaboración de alfarería. También en el transporte terrestre,  como componente fundamental de máquinas. Sus múltiples usos han sido esenciales en el desarrollo del progreso humano: como por ejemplo las primeras carretas impulsadas por caballos después siguiendo las máquinas de vapor.
En su forma primitiva, una rueda es un bloque circular de un material duro y duradero en  cuyo centro se ha perforado un orificio a través del cual se coloca un cojinete del eje sobre el cual gira la rueda cuando se aplica un par motor a la rueda alrededor de su eje. El conjunto de rueda y eje puede considerarse una de las seis máquinas simples. Cuando se coloca verticalmente debajo de una plataforma o caja de carga, la rueda que gira sobre el eje horizontal permite transportar cargas pesadas. Esta disposición es el tema principal de este artículo, pero hay muchas otras aplicaciones de una rueda que se tratan en los artículos correspondientes: cuando se coloca horizontalmente, la rueda que gira sobre su eje vertical proporciona el movimiento giratorio que se utiliza para dar forma a los materiales (por ejemplo, una rueda de alfarero ); cuando está montado en una columna conectada a un timón o al mecanismo de dirección de un vehículo con ruedas, puede usarse para controlar la dirección de un barco o vehículo (por ejemplo, el timón de un barco o el volante de un coche); cuando se conecta a una manivela o motor, una rueda puede almacenar, liberar o transmitir energía (por ejemplo, el volante). Una rueda y un eje con fuerza aplicada para crear torque en un radio puede traducir esto en una fuerza diferente en un radio diferente, también con una velocidad lineal diferente.

## Etimología
La palabra rueda viene del latín "rota" ("rueda"). Por su parte, la palabra inglesa wheel proviene del inglés antiguo hweol, hweogol, de la lengua  protogermánica hwehwlan, *hwegwlan, del Protoindoeuropeo *kwekwlo-, una forma extendida de la raíz *kwel- "girar, moverse".
Los cognados dentro del indoeuropeo incluyen el Islandés hjól "rueda, neumático", griego κύκλος kúklos, y sánscrito chakra, los dos últimos significan "círculo" o "rueda".

## Historia de la rueda

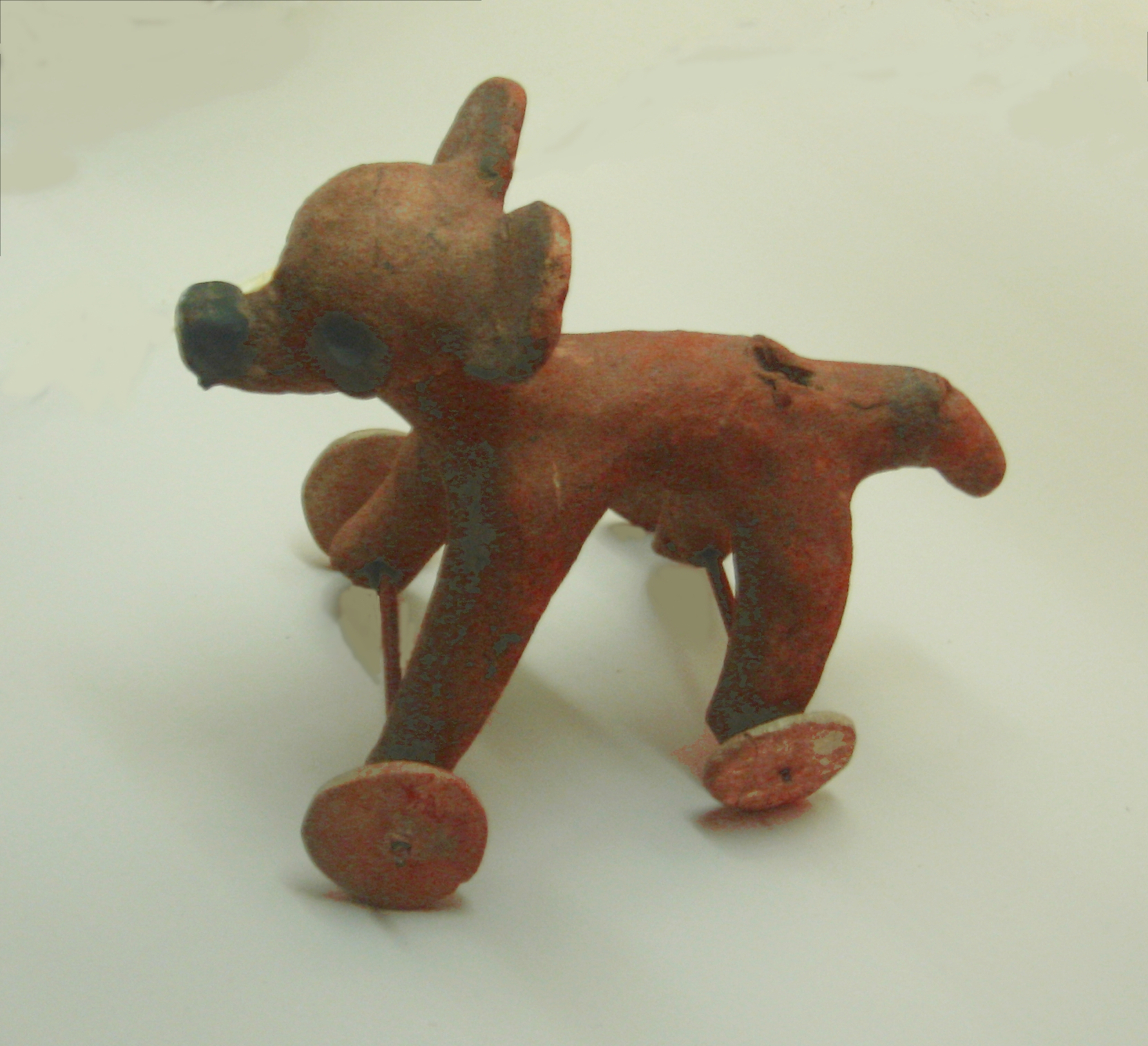
Una figura con la rueda inventada de forma independiente del Nuevo Mundo.

El lugar y la época de la "invención" de la rueda se han atribuido durante mucho tiempo a la civilización mesopotámica. Sin embargo, esto sigue sin estar claro, ya que las pruebas más antiguas no garantizan la existencia de un verdadero medio de transporte con ruedas o están fechadas de forma demasiado diferente. La invención de la rueda de disco de madera maciza se sitúa en el Neolítico tardío, y puede verse en conjunción con otros avances tecnológicos que dieron lugar a la Edad del Bronce temprana. Esto implica el paso de varios milenios sin rueda incluso después de la invención de la agricultura y de la cerámica, durante el Neolítico precerámico.
- 4500-3300 a. C. (Edad del Cobre): invención del torno de alfarero; primeras ruedas de madera maciza (discos con un agujero para el eje); primeros vehículos con ruedas; domesticación del caballo.
- 3300-2200& a. C. (Primera Edad del Bronce)
- 2200-1550 a. C. (Edad de Bronce Media): invención de la rueda de rayos y del carro

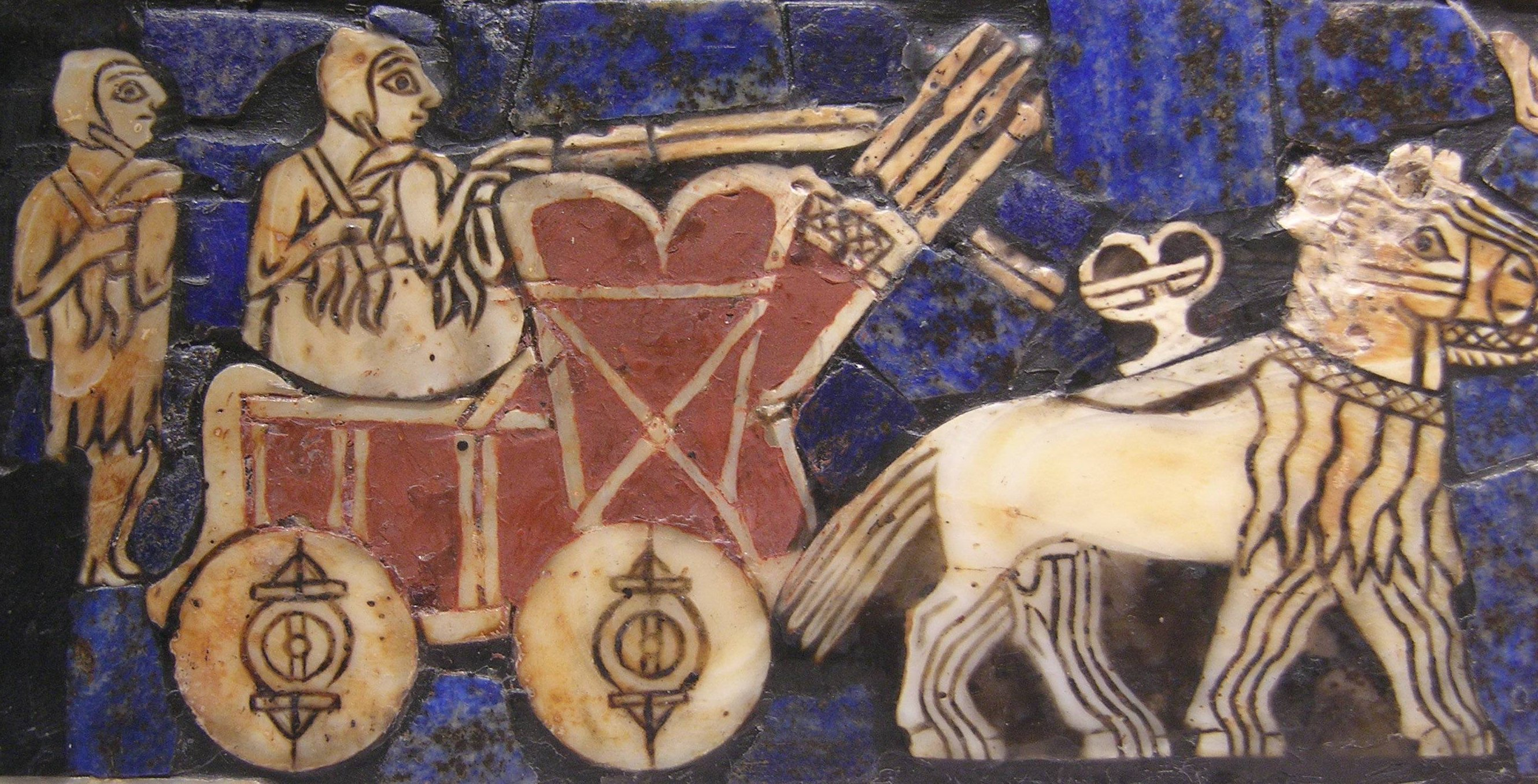
Una representación de un carro tirado por varios onagros en el "estandarte de batalla de Ur" sumerio (c. 2500 a. C.)

La mayoría de los autores  estiman que la rueda fue inventada en el V milenio a. C. en Mesopotamia, durante el período de El Obeid (hacia el 4500 a. C.), en la antigua región conocida como Creciente Fértil, inicialmente, con la función de rueda de alfarero.
Posteriormente se empleó en la construcción de carros; se difundió por el Viejo Mundo junto con los carros y los animales de tiro. Usualmente se cree que la rueda migró a Europa y Asia Occidental en el IV milenio a. C., y a la cultura del valle del Indo hacia el III milenio a. C. Sin embargo, la rueda de carro más antigua que se conoce se encontró en Eslovenia.
Barbieri-Baja (2000) aboga por la existencia de vehículos chinos con ruedas alrededor del 2000 a. C., aunque su referencia más antigua data de alrededor del 1200 a. C.
Entre las culturas americanas no prosperó, probablemente por la ausencia de grandes bestias que pudieran tirar de los vehículos, y porque las civilizaciones más avanzadas ocupaban terrenos escarpados. Han sido encontradas ruedas en objetos olmecas identificados como juguetes que datan de alrededor del 1500 a. C.
A veces se atribuye a la cultura Halaf de 6500-5100 a. C. la primera representación de un vehículo con ruedas, pero esto es dudoso, ya que no hay pruebas de que los halafianos utilizaran vehículos con ruedas ni siquiera ruedas de cerámica. Los precursores de las ruedas, conocidos como "tournettes" o "ruedas lentas", se conocían en el Oriente Medio en el quinto milenio antes de Cristo. Uno de los primeros ejemplos se descubrió en Tepe Pardis, Irán, y se fechó entre el 5200 y el 4700 a. C. Estaban hechas de piedra o arcilla y se fijaban al suelo con una clavija en el centro, pero requerían un gran esfuerzo para girar. Las verdaderas ruedas de alfarero, que giran libremente y tienen un mecanismo de  rueda y eje, fueron desarrolladas en Mesopotamia (Irak) hacia el 4200-4000 a. C. El ejemplo más antiguo que se conserva, que se encontró en Ur (el actual Irak), data de aproximadamente el 3100 a. C. También se han encontrado ruedas en la Civilización del Valle del Indo, una civilización del IV milenio a. C. que abarca zonas de la actual India y Pakistán.
La evidencia indirecta más antigua de movimiento con ruedas se encontró en forma de ruedas de arcilla en miniatura al norte del Mar Negro antes del 4000 a. C. Desde mediados del IV milenio a. C. en adelante, la evidencia se condensa en toda Europa en forma de carros de juguete, representaciones o surcos. En Mesopotamia, las representaciones pictográficas de vagones con ruedas encontradas en tablillas de arcilla en el distrito de Eanna de Uruk, de la civilización sumeria, están datadas en torno al 3500-3350 a. C. En la segunda mitad del IV milenio a. C., aparecieron evidencias de vehículos con ruedas casi simultáneamente en el norte (Cultura de Maikop) y en el sur del Cáucaso y Europa oriental (Cultura de Cucuteni). Las representaciones de un vehículo con ruedas aparecieron entre el 3631 y el 3380 antes de Cristo en la Vasija de arcilla Bronocice excavada en un asentamiento de la Cultura de los vasos de embudo en el sur de Polonia. En la cercana Olszanica, se construyó una puerta de 2. 2 m de ancho para la entrada de carros; este granero tenía 40 m de largo con 3 puertas, databa de entre 5000 a 7000 años, y pertenecía a la cultura neolítica, de la Cultura de la cerámica de bandas. Las pruebas que se conservan de una combinación de rueda y eje, procedentes de Stare Gmajne, cerca de Liubliana, en Eslovenia, como la «Rueda de madera de las marismas de Liubliana», están fechadas dentro de dos desviaciones estándar en 3340-3030 a. C., y el eje en 3360-3045 a. C. Se conocen dos tipos de rueda y eje del Neolítico temprano europeo; un tipo de construcción de vagón de circumalpinas (la rueda y el eje giran juntos, como en la rueda de los pantanos de Ljubljana), y el de la cultura de Baden en Hungría (el eje no gira). Ambas están fechadas en torno al 3200-3000 a.C. Algunos historiadores creen que hubo una difusión del vehículo con ruedas desde el Cercano Oriente a Europa hacia mediados del IV milenio a.C.

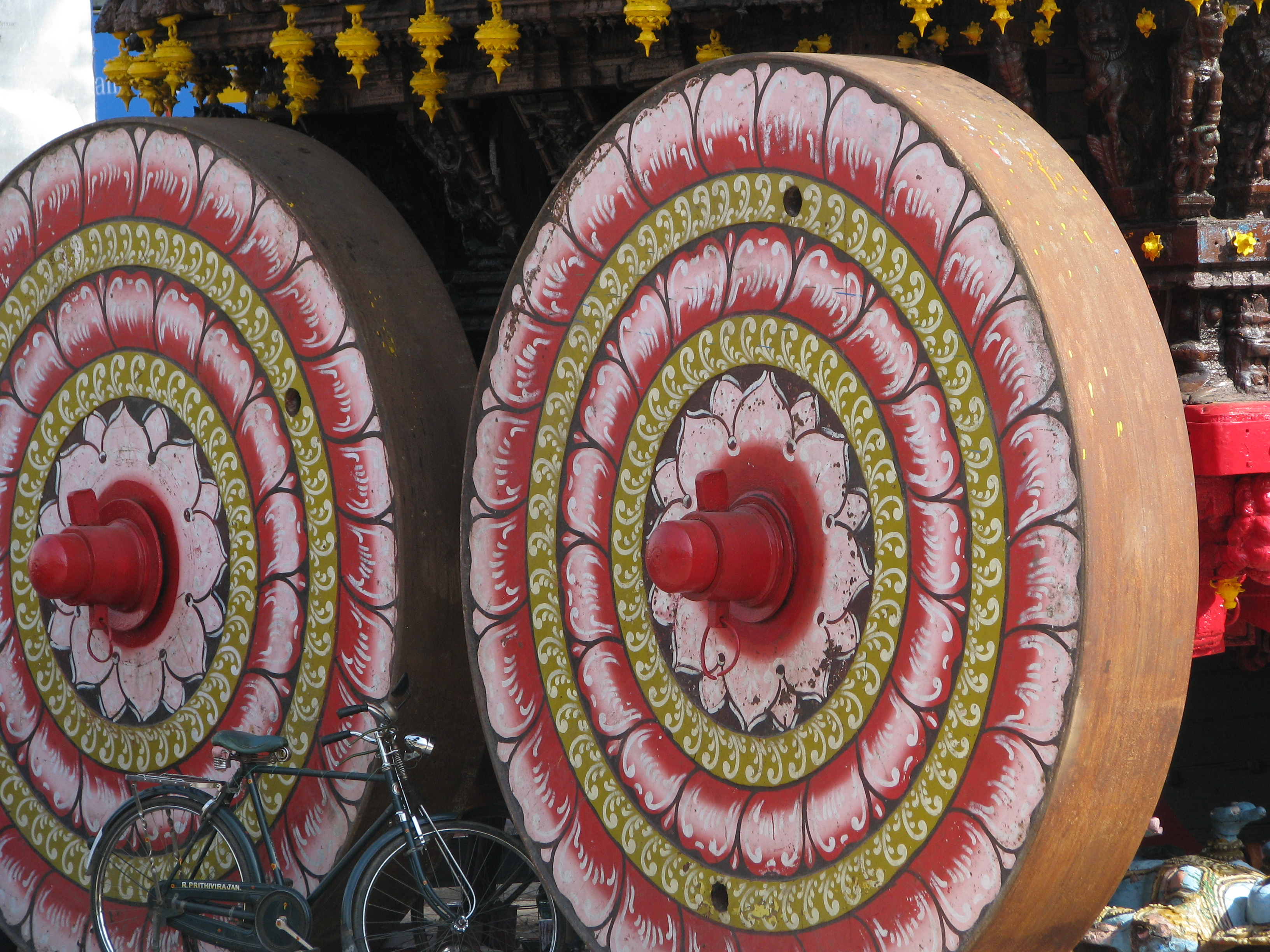
Ruedas sólidas en un pesado templo automóvil, en contraste con las ruedas más ligeras con radios de alambre de la bicicleta negra roadster en primer plano.

Las primeras ruedas eran simples discos de madera con un agujero para el eje. Algunas de las primeras ruedas se hacían con rodajas horizontales de troncos de árboles. Debido a la estructura irregular de la madera, una rueda hecha con una rodaja horizontal de un tronco de árbol tenderá a ser inferior a una hecha con piezas redondeadas de tablas longitudinales.
La rueda de radios se inventó más recientemente y permitió la construcción de vehículos más ligeros y rápidos. Los primeros ejemplos conocidos de ruedas de radios de madera se encuentran en el contexto de la cultura Sintashta, que data de c. 2000 a. C. cerca del Lago Krivoye. Poco después, las culturas ecuestres de la región del Cáucaso utilizaron durante la mayor parte de los tres siglos carros de guerra con ruedas de radios. Se adentraron en la península griega, donde se unieron a los pueblos mediterráneos existentes para dar lugar, finalmente, a la Grecia clásica tras la ruptura del dominio de la minoica y las consolidaciones lideradas por la Esparta preclásica y Atenas. Los carros celtas introdujeron una llanta de hierro alrededor de la rueda en el I milenio a. C.
En China, se han encontrado huellas de ruedas que datan de alrededor del 2200 a. C. en Pingliangtai, un yacimiento de la Cultura de Longshan. También se encontraron huellas similares en Yanshi, una ciudad de la Cultura de Erlitou, que data de alrededor del 1700 a. C. Las primeras pruebas de ruedas de radios en China proceden de Qinghai, en forma de dos cubos de rueda de un yacimiento fechado entre 2000 y 1500 a. C.
En Gran Bretaña, una gran rueda de madera, de unos 1 m (3,3 pies) de diámetro, fue descubierta en el yacimiento de Must Farm en Anglia Oriental en 2016. El espécimen, que data de entre el 1100 y el 800 a. C., representa el más completo y antiguo de su tipo encontrado en Gran Bretaña. El cubo de la rueda también está presente. Una espina de caballo encontrada en las cercanías sugiere que la rueda podría haber formado parte de un carro tirado por caballos. La rueda se encontró en un asentamiento construido sobre pilotes en un humedal, lo que indica que el asentamiento tenía algún tipo de vínculo con la tierra firme.

### En América
Aunque el uso a gran escala de las ruedas no se produjo en América antes del contacto europeo, se han encontrado numerosos artefactos pequeños con ruedas, identificados como juguetes para niños, en sitios arqueológicos mexicanos, algunos de los cuales datan de aproximadamente 1500 a. C. Las hipótesis de porqué no se desarrolló el uso a gran escala de la rueda en la América precolombina incluyen ya sea la sobreabundancia de esclavos ó ya sea la ausencia de animales grandes domesticados que pudieran utilizarse para tirar de carros con ruedas. El pariente más cercano del ganado presente en América en tiempos precolombinos, el bisonte americano, nunca fue domesticado por los nativos americanos; varias especies de caballos existieron hasta hace unos 12 000 años, pero es posible que los indios o el cambio climático hayan acabado con ellos. El único animal de gran tamaño que fue domesticado en el hemisferio occidental, la llama, un animal de carga, pero no apto físicamente para ser utilizado como animal de tiro para arrastrar vehículos con ruedas, y el uso de la llama no se extendió mucho más allá de los Andes en la época de la llegada de los europeos.

## Evolución de la rueda de transporte
El Estandarte de Ur, hallado en una tumba datada entre los siglos XXVII y XXV a. C., en el período Dinástico Arcaico, representa diversas escenas de la vida cotidiana y de guerra.
Las primeras ruedas eran simples discos de madera con un agujero central para insertarlas en un eje. La posterior invención de la rueda con radios permitió la construcción de vehículos más rápidos y ligeros y surgió durante la cultura de Andrónovo (2000-1200 a. C.), al norte de Asia Central.
La inclusión de una cinta de hierro alrededor de las ruedas de los carros surgió en el primer siglo antes de Cristo entre los pueblos celtas que, además, fueron los primeros en usar un tipo rodamiento rudimentario en el eje consistente de unos discos de madera muy dura. Posteriormente los romanos utilizaron anillos de bronce como rodamiento, a modo de buje. Por esa época, constructores daneses también probaron con éxito un sistema de cojinetes con rodillos de madera que hacían girar la rueda con menor fricción.
No hubo grandes modificaciones hasta el siglo XIX, cuando se generalizó el uso de metales en la elaboración de maquinarias. En la década de 1880 se inventaron los neumáticos para ruedas (inicialmente para bicicletas) y en el siglo XX se construyen ruedas de las más variadas aleaciones. Ahora, la evolución de la rueda fue pareja con el desarrollo del automóvil, que exigía mayor resistencia, mayor adherencia al suelo y menor desgaste. El problema principal, los pinchazos, se resolvió con la aparición de las primeras cubiertas sin cámara, a partir de 1959.

## Otros usos
En la Edad Media y el Renacimiento se idearon mejoras técnicas que se emplearon en ingenios de hidráulica y militares. Después, con la Revolución industrial, la rueda comenzó a utilizarse para la transmisión de pares motrices, preferentemente, siendo el principal elemento de la civilización de las máquinas.

## Restos arqueológicos

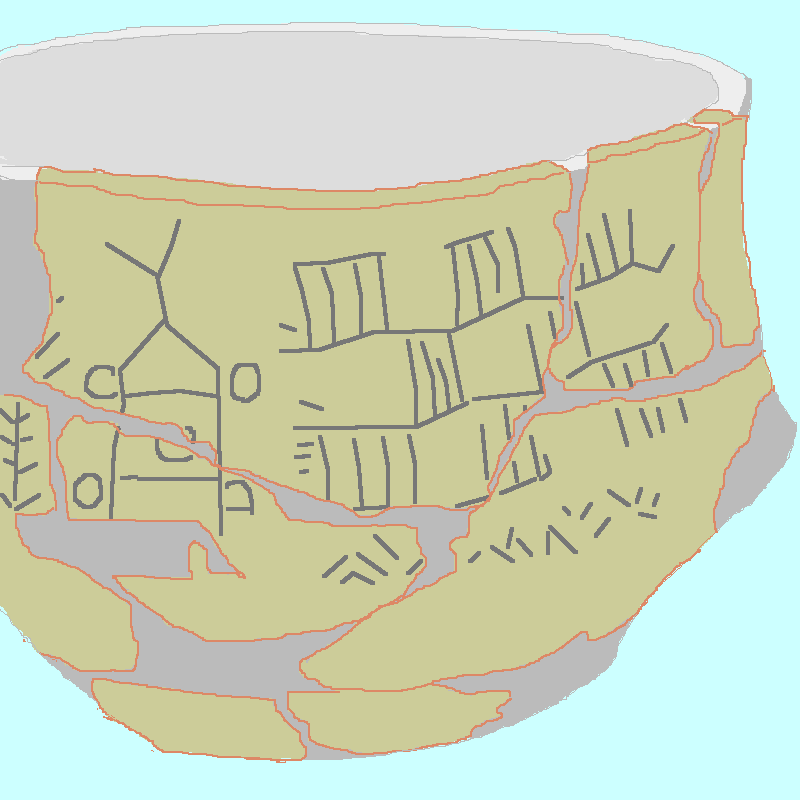
Olla de Bronocice - la imagen más antigua de un vehículo de ruedas en el mundo (Polonia).

En febrero de 2003, en unos pantanos 22 km al sur de Liubliana, capital de Eslovenia, se halló una rueda cuya antigüedad data desde 3350 a. C. al 3100 a. C. Se la halló junto con su eje; mide 72 cm de diámetro y está hecha de madera de fresno, mientras que el eje, que giraba junto con las ruedas, era de roble, más duro. Por otro lado, en el llamado Estandarte de Ur, proveniente de la ciudad de Ur en la Mesopotamia meridional, que data de 2500 a. C. aproximadamente, se representa un carro tirado por onagros, la representación más antigua conservada de la rueda empleada en un carro.

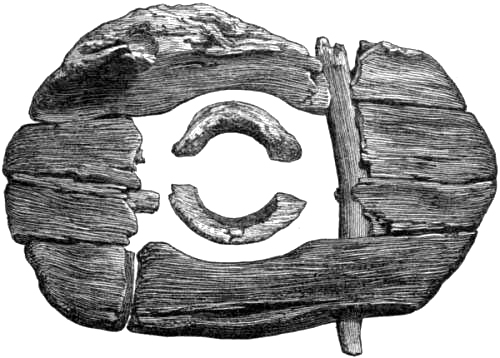
Rueda maciza de madera encontrada en Blair-Drummond Moss. Primera evidencia de transporte rodado en Gran Bretaña.

Tres partes de una rueda maciza de madera se encontraron en Blair Drummond Moss (Valle del Forth, Escocia). Son la evidencia más temprana de transporte rodado en Gran Bretaña al haberse datado en el 1255 a. C.
La rueda, seguramente, merece un lugar de honor en cualquier lista de grandes inventos. Una civilización industrializada es inconcebible sin ella. Su invención era tal vez inevitable, pero tardó bastante en aparecer al lado del ser humano. Muchas civilizaciones, incluidos los incas y los aztecas, no tenían vehículos de ruedas. La más antigua evidencia del uso de la rueda (un pictograma de Sumeria, en el moderno Irak) data del año 3500 antes de Cristo. A partir de allí, el invento se difundió rápidamente por el antiguo mundo Occidental.

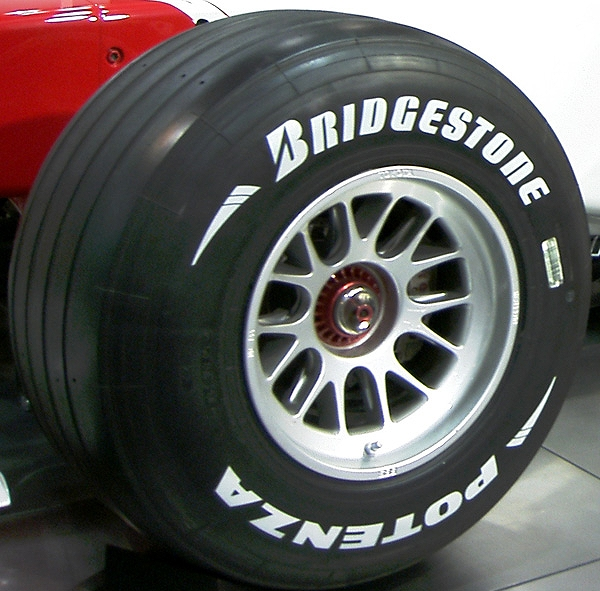
Rueda de Fórmula 1

## Mecánica y funcionamiento
Un vehículo con ruedas requiere mucho menos trabajo para moverse que simplemente arrastrando el mismo peso. La baja resistencia al movimiento se explica por el hecho de que el trabajo de fricción realizado ya no está en la superficie que recorre el vehículo, sino en los rodamientos.  En el caso más sencillo y antiguo, el cojinete es solo un agujero redondo por el que pasa el eje (un "Cojinete de deslizamiento").  Incluso con un cojinete liso, el trabajo de fricción se reduce considerablemente porque:
- La fuerza normal en la interfaz de deslizamiento es la misma que en el caso de un simple arrastre.
- La distancia de deslizamiento se reduce para una determinada distancia de recorrido.
- El coeficiente de fricción en la interfaz suele ser menor.

Ejemplo
- Si un objeto de 100 kg es arrastrado durante 10 m a lo largo de una superficie con el coeficiente de fricción μ = 0,5, la fuerza normal es de 981 N y el trabajo realizado (energía requerida) es (trabajo=fuerza x distancia) 981 × 0,5 × 10 = 4905  julios.
- Ahora, poniendo le al objeto 4 ruedas. La fuerza normal entre las 4 ruedas y los ejes es la misma (en total) 981 N. Supongamos, para la madera, que μ = 0,25, y digamos que el diámetro de la rueda es de 1000 mm y el diámetro del eje es de 50 mm. Así, mientras el objeto sigue moviéndose 10 m, las superficies de deslizamiento por fricción sólo se deslizan una distancia de 0,5 m. El trabajo realizado es de 981 × 0,25 × 0,5 = 123 julios; el trabajo realizado se ha reducido a 1/40 del de arrastre.

Se pierde energía adicional en la interfaz rueda-carretera. Esto se denomina resistencia a la rodadura que es predominantemente una pérdida por deformación. Depende de la naturaleza del suelo, del material de la rueda, de su inflado en el caso de un neumático, del par neto ejercido por el eventual motor y de muchos otros factores.
Una rueda también puede ofrecer ventajas al atravesar superficies irregulares si el radio de la rueda es lo suficientemente grande en comparación con las irregularidades.
La rueda por sí sola no es una máquina, pero cuando está unida a un  eje junto con un rodamiento, forma la  rueda y eje, una de las máquinas simples. Una rueda motriz es un ejemplo de rueda y eje. Las ruedas son anteriores a las ruedas motrices en unos 6000 años, siendo una evolución del uso de troncos redondos como rodillos para mover una carga pesada, una práctica que se remonta a la prehistoria tan lejos que no ha sido datada.

## Galería

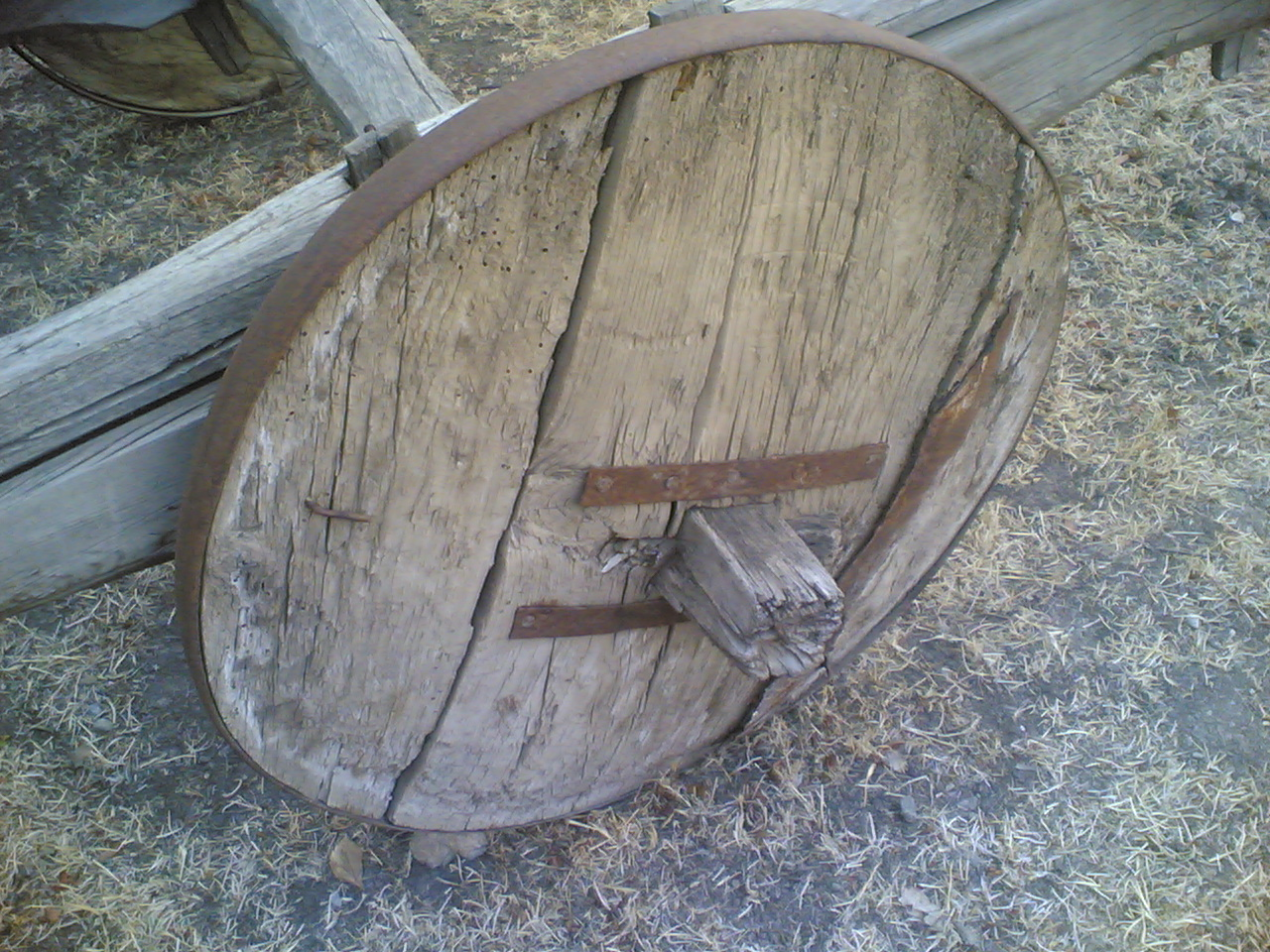
Rueda maciza del siglo XX hecha de tablas de madera, unida con una llanta de metal.
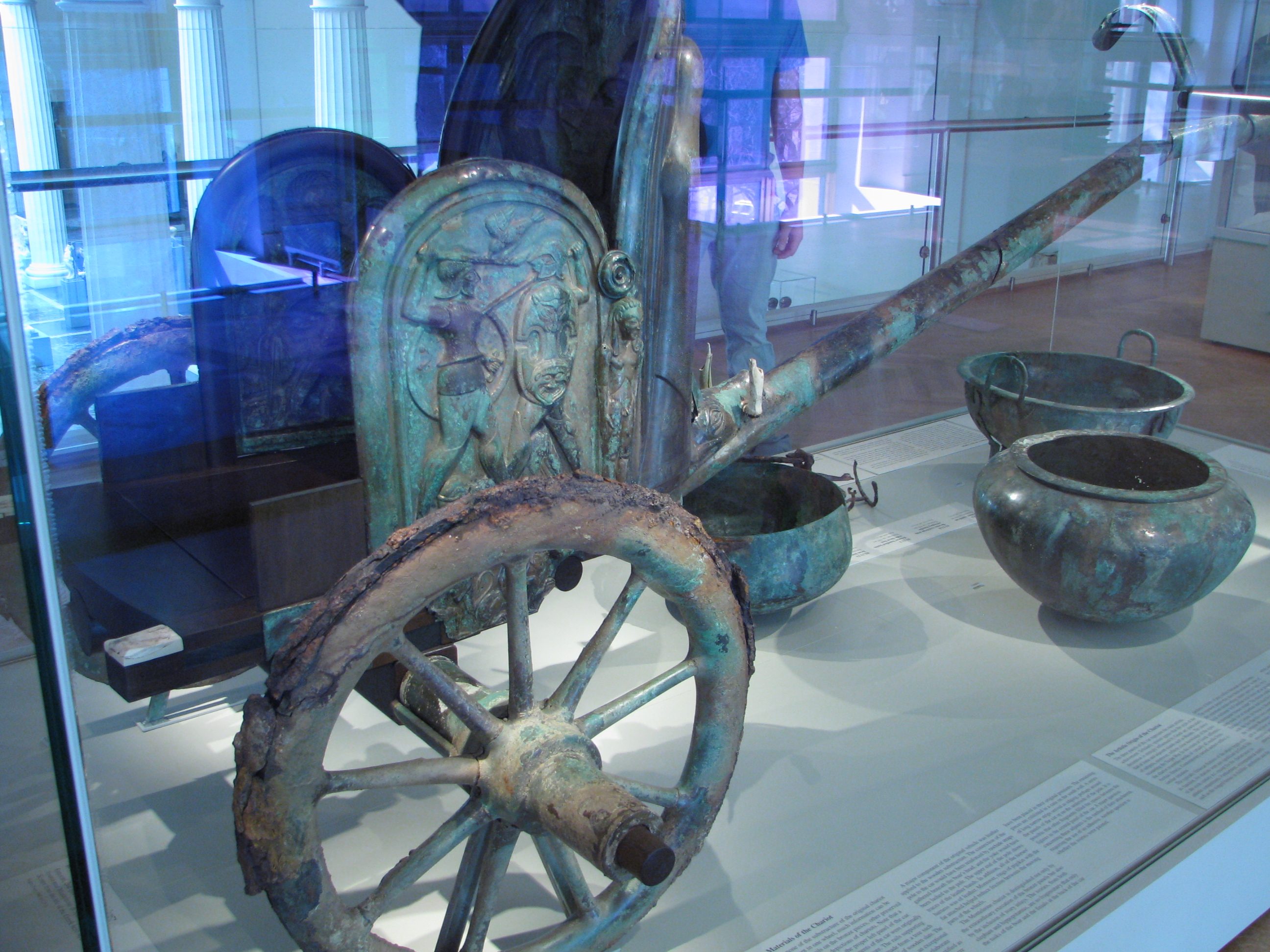
Ruedas de radios en el antiguo carro etrusco de Monteleone, segundo cuarto del siglo VI a. C.
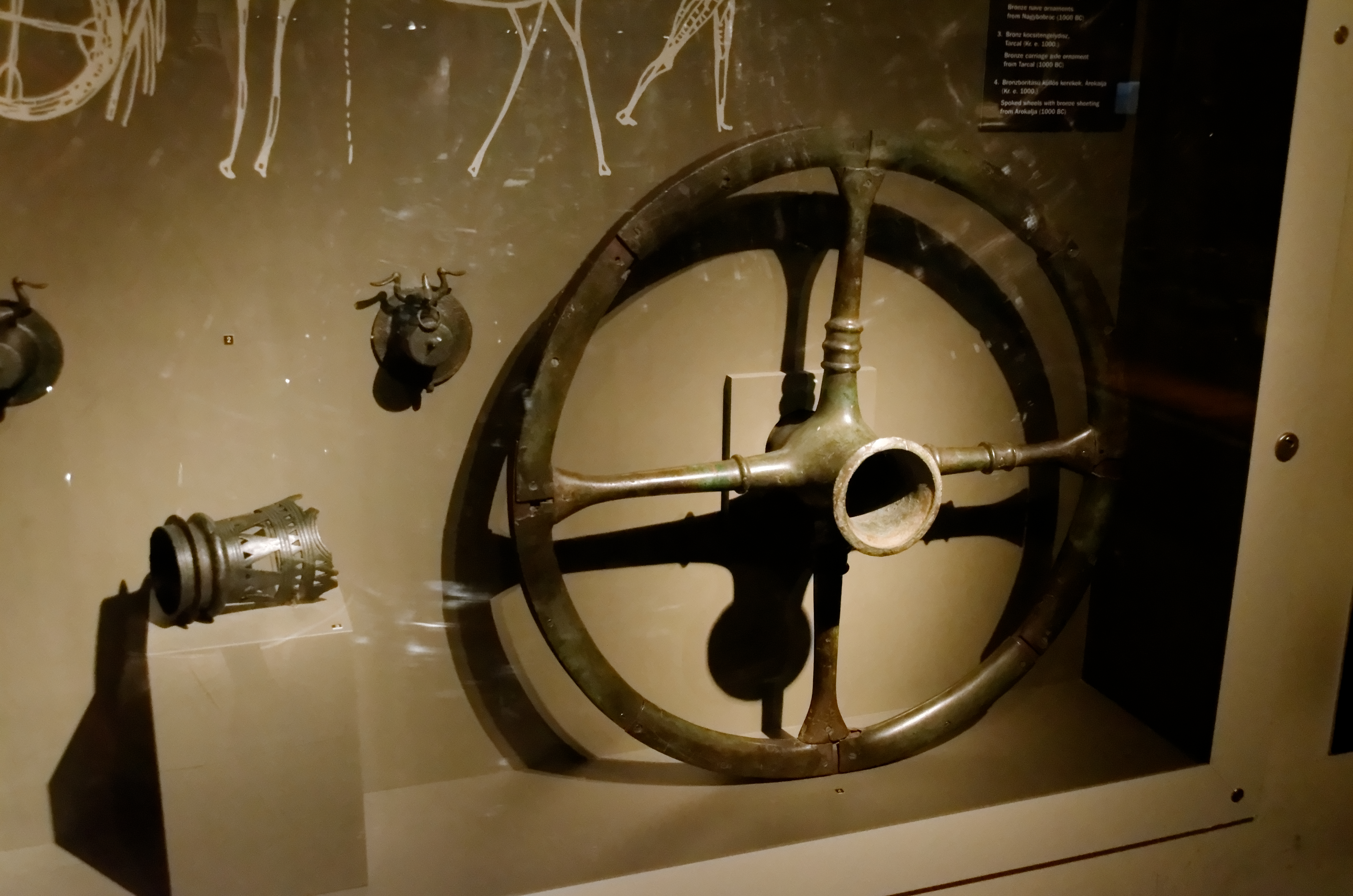
Rueda de radios con chapa de bronce de Árokalja, de alrededor del 1000 a.C.
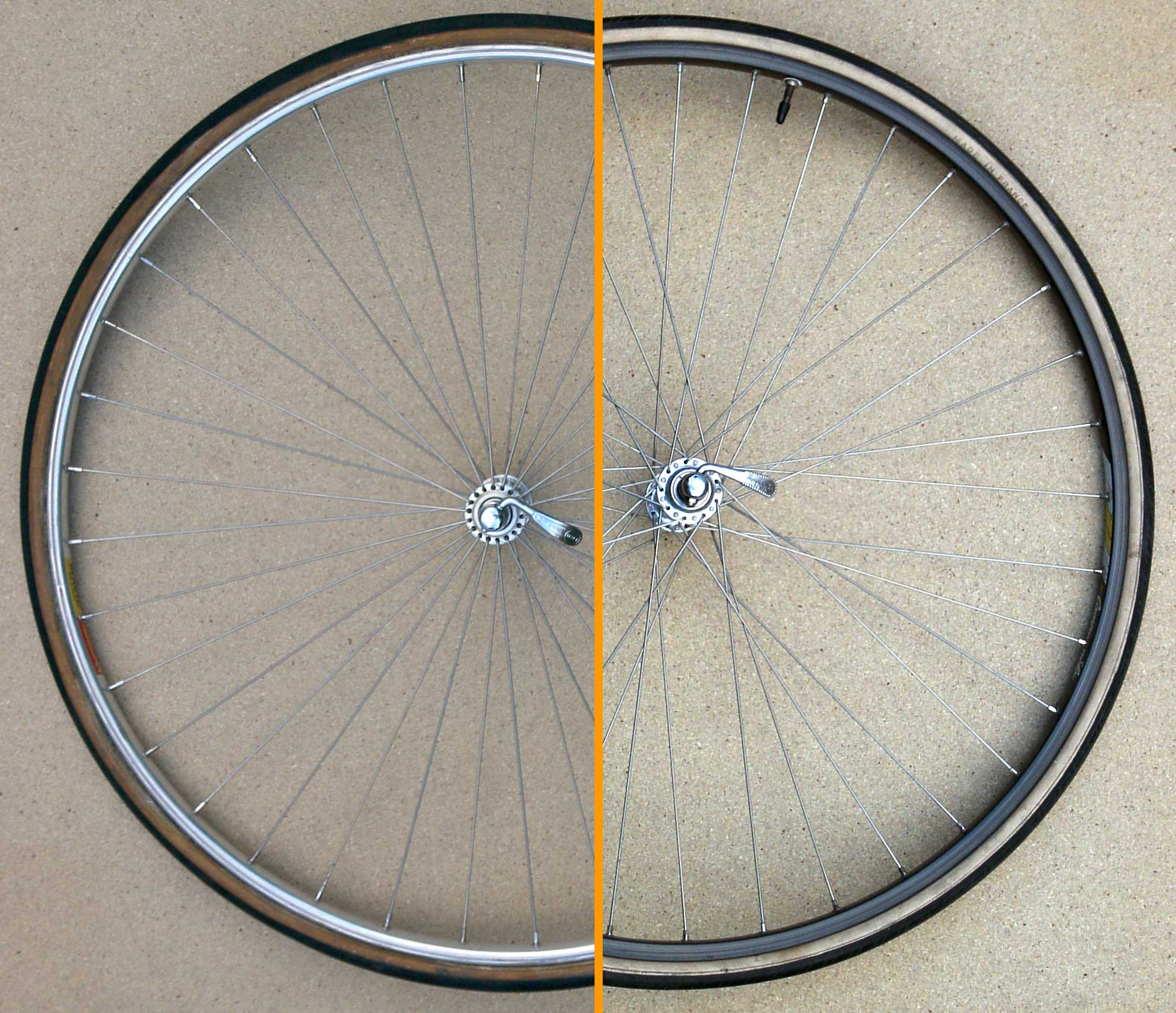
Radial - (izquierda) y tangencial - (derecha) ruedas de radios de alambre, ambas con neumáticos.
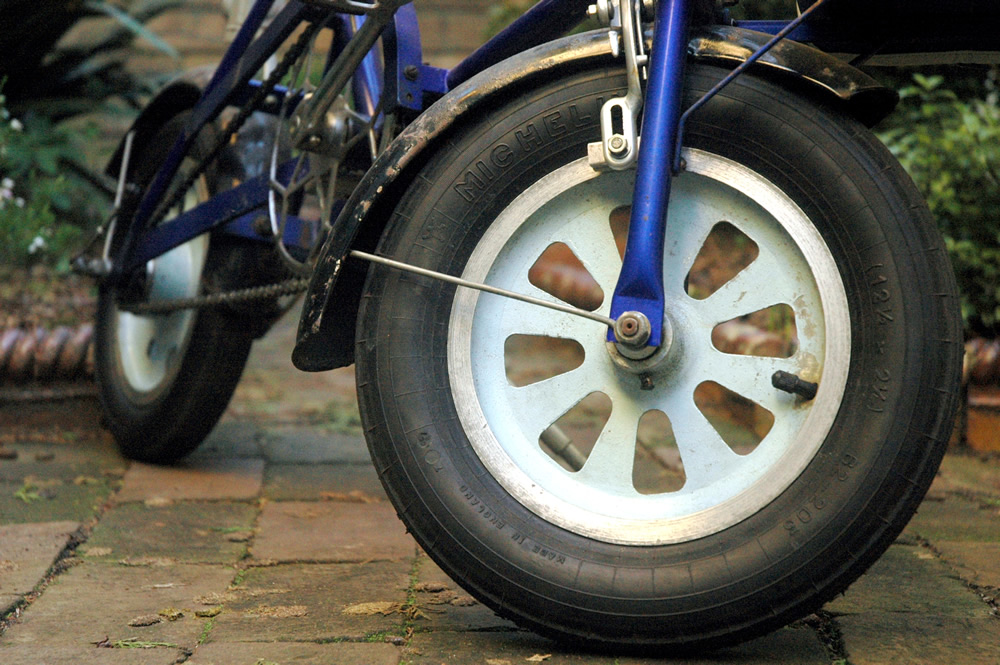
Llanta de aleación fundida en bicicleta plegable, con neumático.

## Simbolismo
La rueda también se ha convertido en una fuerte metáfora cultural y espiritual de un ciclo o repetición regular (véase chakra, reencarnación, Yin y Yang entre otros). Por ello, y debido a la dificultad del terreno, los vehículos con ruedas estaban prohibidos en la antiguo Tíbet. La rueda en la antigua China es vista como un símbolo de salud y fuerza y utilizada por algunos pueblos como una herramienta para predecir la salud y el éxito futuros. El diámetro de la rueda es indicador de la salud futura.
La rueda alada es un símbolo de progreso, visto en muchos contextos, incluyendo el escudo de armas de Panamá, el logotipo de la «Patrulla de Carreteras del Estado de Ohio» y el del «Ferrocarril Estatal de Tailandia». La rueda es también la figura prominente en la bandera de la India. La rueda en este caso representa la ley (dharma). También aparece en la bandera gitana, aludiendo a su historia nómada y a sus orígenes indios.

La introducción de las ruedas de radios (carro) en la Edad de Bronce Media parece haber conllevado cierto prestigio. La cruz solar parece tener un significado en la religión de la Edad del Bronce, sustituyendo el concepto anterior de barco solar por el más "moderno" y tecnológicamente avanzado  carro solar. La rueda también era un símbolo solar para los Antiguo Egiptoianos.